# Alain Colombo
Pour les articles homonymes, voir Colombo (homonymie).
Alain Colombo est un footballeur français né le 5 avril 1961 à Mont-Saint-Martin (Meurthe-et-Moselle). 
Ce joueur de grande taille (1,86 m pour 80 kg), passé par le centre de formation messin, évolue au poste de stoppeur et remporte la Coupe de France avec Metz en 1984.

## Biographie
Formé au FC Metz, où il fait ses débuts à 18 ans, il remporte la Coupe de France avec le club lorrain en 1984 face à l'AS Monaco.
L'année suivante, lors de la Coupe d'Europe des vainqueurs de coupe, il prend part à l'un des plus grands exploit du FC Metz et du football français, battant le FC Barcelone au Camp Nou 4-1 et se qualifiant pour les 8e de finale de la compétition,,,.
Éliminés par le Dynamo Dresde au tour suivant, l'exploit des Messins de battre le Barça à domicile reste inégalé par un club français jusqu'au triplé de Kylian Mbappé en 2021 qui permet au PSG de reproduire le score de 4-1 des Lorrains,
Il passe ensuite également par le Chamois niortais FC, le FC Gueugn et l'Aris Bonnevoie au Luxembourg.

## Carrière de joueur
- 1980-1987 :  FC Metz
- 1987-1990 :  Chamois niortais FC
- 1990-1993 :  FC Gueugnon
- 1993-1995 :  Aris Bonnevoie[7]

## Palmarès
- Vainqueur de la Coupe de France en 1984 avec le FC Metz